# روبرت لورانس ليوبولد
روبرت لورانس ليوبولد (بالإنجليزية: Robert Lawrence Leopold)‏ هو ضابط أمريكي، ولد في 11 نوفمبر 1916 في لويفيل في الولايات المتحدة، وتوفي في 7 ديسمبر 1941 في بيرل هاربر في الولايات المتحدة.